# يوري إستومن
يوري إستومن (بالروسية: Истомин, Юрий Васильевич)‏، من مواليد 3 يوليو 1944، وتوفي في 1999، لاعب كرة قدم سوفييتي سابق. لعب مع منتخب الاتحاد السوفييتي لكرة القدم.

## روابط خارجية
- يوري إستومن على موقع قاعدة بيانات كرة القدم.إي يو (الإنجليزية)
- يوري إستومن على موقع ناشيونال فوتبول تيمز (الإنجليزية)
- يوري إستومن على موقع أوليمبيديا (الإنجليزية)